# Stammwalze
Stammwalze wird der innere Teilquerschnitt des Stammes eines Baumes in der Forstwissenschaft genannt. Diese wird begrenzt durch den größten Kreis, der zwischen den Wurzelanläufen nicht unterbrochen wird. In ihm verlaufen die Holzfasern senkrecht. Die Wurzelanläufe des Baumes gehören nicht dazu.